# Annual Review of Genetics
Annual Review of Genetics, abgekürzt Annu. Rev. Genet., ist eine jährlich erscheinende Fachzeitschrift, die Übersichtsartikel veröffentlicht. Die Erstausgabe erschien im Dezember 1967. Die Zeitschrift veröffentlicht Artikel aus den verschiedenen Gebieten der Genetik, inklusive biochemische Genetik, Entwicklungs-, Verhaltens- und Zellgenetik. Weitere Gebiete sind Evolutions- und Populationsgenetik sowie Chromosomenstruktur, Genfunktion, Mutation und Reparatur.
Der Impact Factor des Journals lag im Jahr 2013 bei 18,115. Nach der Statistik des ISI Web of Knowledge wird das Journal mit diesem Impact Factor in der Kategorie Genetik und Vererbung an dritter Stelle von 165 Zeitschriften geführt.
Herausgeber ist Bonnie L. Bassler (Princeton University, Princeton, USA).